# 伯克和海尔谋杀案
伯克和海尔谋杀案发生在1828年的苏格兰著名城市爱丁堡，此连环杀人案包括16起谋杀，持续约10个月。凶手威廉·伯克和威廉·海尔将尸体卖给外科医生、解剖学家及动物学家罗伯特·诺克斯博士，后者将这些尸体用于课堂解剖。
19世纪早期，爱丁堡的解剖学在全欧洲领先，居中心地位，因此合法的尸体供应已经不能满足研究需求。苏格兰法律规定，只有那些在牢狱死去的犯人、自杀者或弃婴孤儿的遗体才可用于医学研究。尸体短缺导致更多的盗墓行为，这些人当时被叫做“盗墓人”。人们采取措施防止盗墓使尸体短缺的状况恶化。有一次，威廉·海尔家的一名房客去世，海尔便找好友威廉·伯克商量，二人决定将房客遗体卖给罗伯特·诺克斯。这次交易，他们得到了7英镑10便士的回报，相当于现今560英镑。两个多月后，海尔担心家里发烧的房客妨碍别人入住，于是和伯克一起谋杀了这位女房客，再次把尸体卖给诺克斯。此后二人持续着这种谋杀行为，并且很可能是在各自妻子知情的情况下。直到其余房客发现最后一名受害者玛格丽特·多彻蒂并报警，他们的罪行才被揭露。

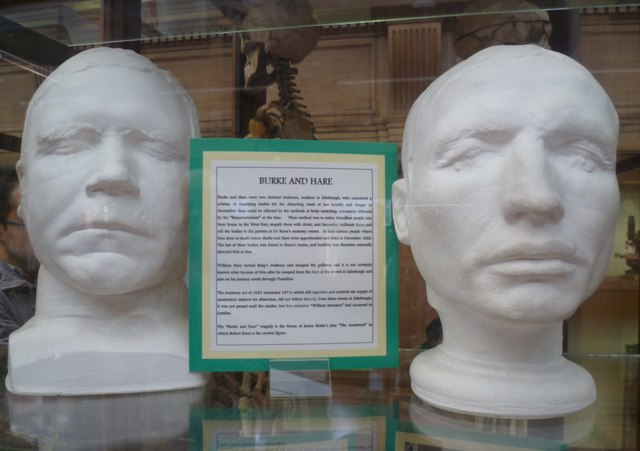
伯克的遗体面具（又叫死亡面具）（左）和海尔的面具（生前制）（右）

多彻蒂的尸检报告显示死因可能是窒息，但无法证明。尽管警方认为二人是其它几起谋杀的嫌犯，但缺少能采取行动的证据。警方承诺如果海尔给出证据检举同谋者伯克，就撤销对其起诉。海尔提供了谋杀多彻蒂的细节证据，并指認了所有16起谋杀都是伯克一個人所為，自己只負責協助伯克將屍體交給諾克斯。由此，警方以三起谋杀正式起诉伯克和他的妻子。后续审判当中，伯克被认定对一起谋杀负有罪责，并判处死刑。对其妻子的指控没有得以证实，苏格兰合法判决释放嫌犯但不称其无罪。之后不久，伯克被施绞刑，尸体被解剖，骨架被陈列在爱丁堡大学医学院的解剖学博物馆。据悉，直至2018年，仍在陈列。
这起连环谋杀案件使公众意识到医学研究对人体的需求，也促成了1832年英国解剖法的通过。 这一事件也被用于文学创作、搬到大屏幕，或成为了小说创作的灵感来源。

## 背景

### 威廉·伯克和威廉·海尔

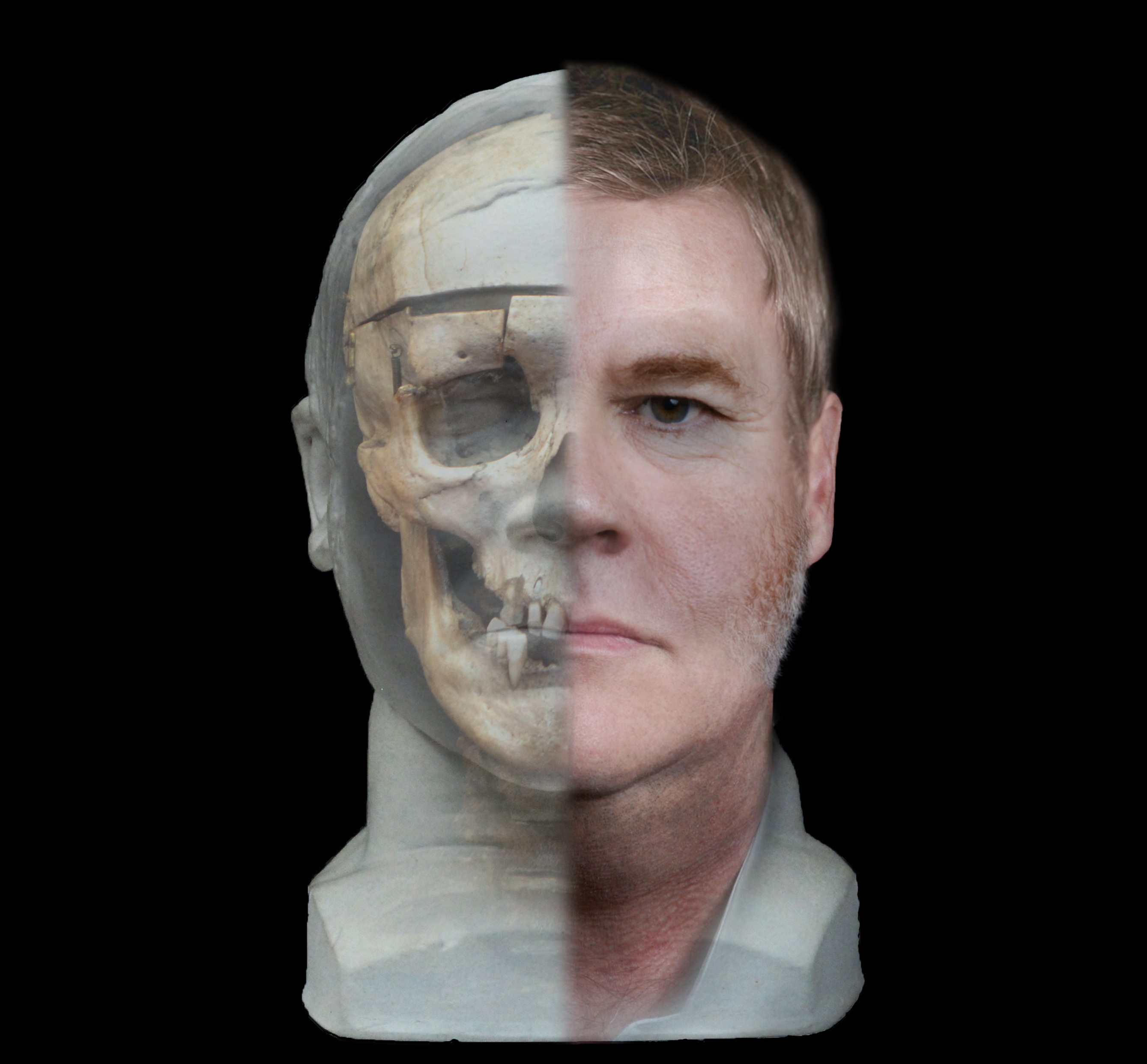
威廉•伯克的面部重建像

威廉·伯克出生在1792年爱尔兰蒂龙郡, 中产阶级家庭，有一个兄弟。伯克和他的兄弟康斯坦丁受过良好的教养，又在青少年时期一同参军。伯克在多尼戈民兵组织服役，直到遇到一个来自梅奥郡的姑娘结了婚，梅奥郡也是后来两人的安家之地。这段婚姻很短暂，1818年，伯克和妻子的父亲为土地所有权发生争执，于是抛弃了妻子和家庭，移居苏格兰，在联合运河做劳力。伯克住在福尔柯克郡附近的Maddiston小村庄，并与海伦·麦克杜格尔组建了家庭。几年后，运河竣工，伯克夫妇搬到爱丁堡Tanner's Close，那是在1827年11月。他们在街头售卖二手服装给贫穷的当地人。接着伯克做了鞋匠，生意小有成就，每周可以赚到将近1英镑。他在当地小有名声，被认为勤勉、有幽默感，常常在客户家门前一边做生意一边唱歌、跳舞来取悦客户。尽管伯克从小信天主教，但他在爱丁堡青草市场定期去长老教会做礼拜。人们说，他手里几乎总是拿着一本圣经。 
威廉·海尔的出生地可能是阿马郡、伦敦德里郡或纽里，出身年份不详。1828年被逮捕时，他称自己21岁，但有资料显示他出生在1792和1804年之间。尽管他移居英国之前可能在爱尔兰务农，但关于他早年经历的信息依旧不足。他在联合运河打工七年，在19世纪20年代中期移居爱丁堡，给一个运煤人打下手。他住在Tanner's Close，寄居在一个叫洛格的人家里，女主人叫玛格丽特·莱尔德。1826年男主人去世，海尔可能娶了玛格丽特。据现在的资料，布莱恩·贝利在关于杀人犯历史的著作中这样描述海尔，“没受过教育且粗鲁，清瘦、好争论、暴力且不讲道德，头和眉毛处还有旧伤疤”。贝利还描述了同样是爱尔兰移民的玛格丽特，说她是“一个容貌粗陋、淫荡的悍妇”。
1827年，伯克和妻子麦克杜格尔去中洛锡安郡收庄稼时遇到了海尔。两个男人成了朋友，当伯克夫妇返回爱丁堡时，他们搬进了海尔的客栈，两对夫妇不久就被传出酗酒、喧闹的名声。

## 1827年11月至1828年11月的案件

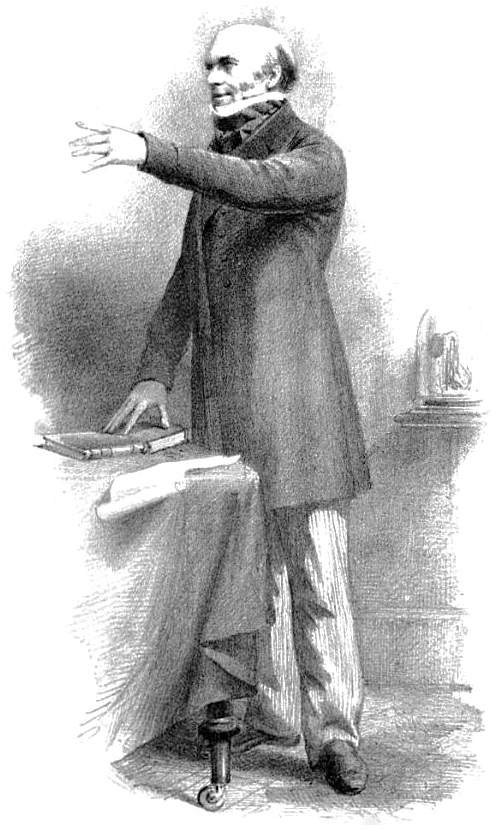
罗伯特•诺克斯博士

1827年11月29日，海尔家的一名房客，唐纳德，在拿到季度军队补贴还清4英镑房费之前死于水肿。海尔向伯克抱怨他的损失，于是二人决定将唐纳德的尸体卖给当地一名解剖学家。一名木匠为逝者造了棺材，费用应由教会承担。木匠走后，二人开馆把尸体搬出来，藏到了床下，又把树皮填到棺材里，封了口。下葬那天，天黑之后二人把尸体带到爱丁堡大学，想要找到愿意买的人。根据伯克之后的证词，他们问了找门罗教授的路，但一个学生把他们带去了Surgeon's Square广场的诺克斯办公室。尽管二人与大学生讨论了能否卖掉尸体，最后还是诺克斯赶了过来，以7镑10便士成交。海尔得到4镑5便士，伯克拿了3镑5便士；海尔那部分更多是为了弥补唐纳德未付的房租。根据伯克的官方供词，他和海尔离开学校时，诺克斯的一名助手告诉他们这些解剖学家们“很乐意看到他们再带着要处理的尸体过来”。
对于案件发生顺序，没有一致意见。伯克两次供认，但信息不同。第一次的是官方供词，于1829年1月3日由警长、地方检察官和警长文员助手在场记录。第二次供认是爱丁堡报纸做的采访，在1829年2月7日刊登。这些与海尔的证词不同，尽管二人在谋杀案的很多细节说法相同。现今的报告也与二人给出的证词不同。更近的消息来源，包括布莱恩·贝利、莉莎·罗斯娜和欧文·爱德华写的报道，或选择采取史料中的一个，或给出他们推测的案件发生顺序。

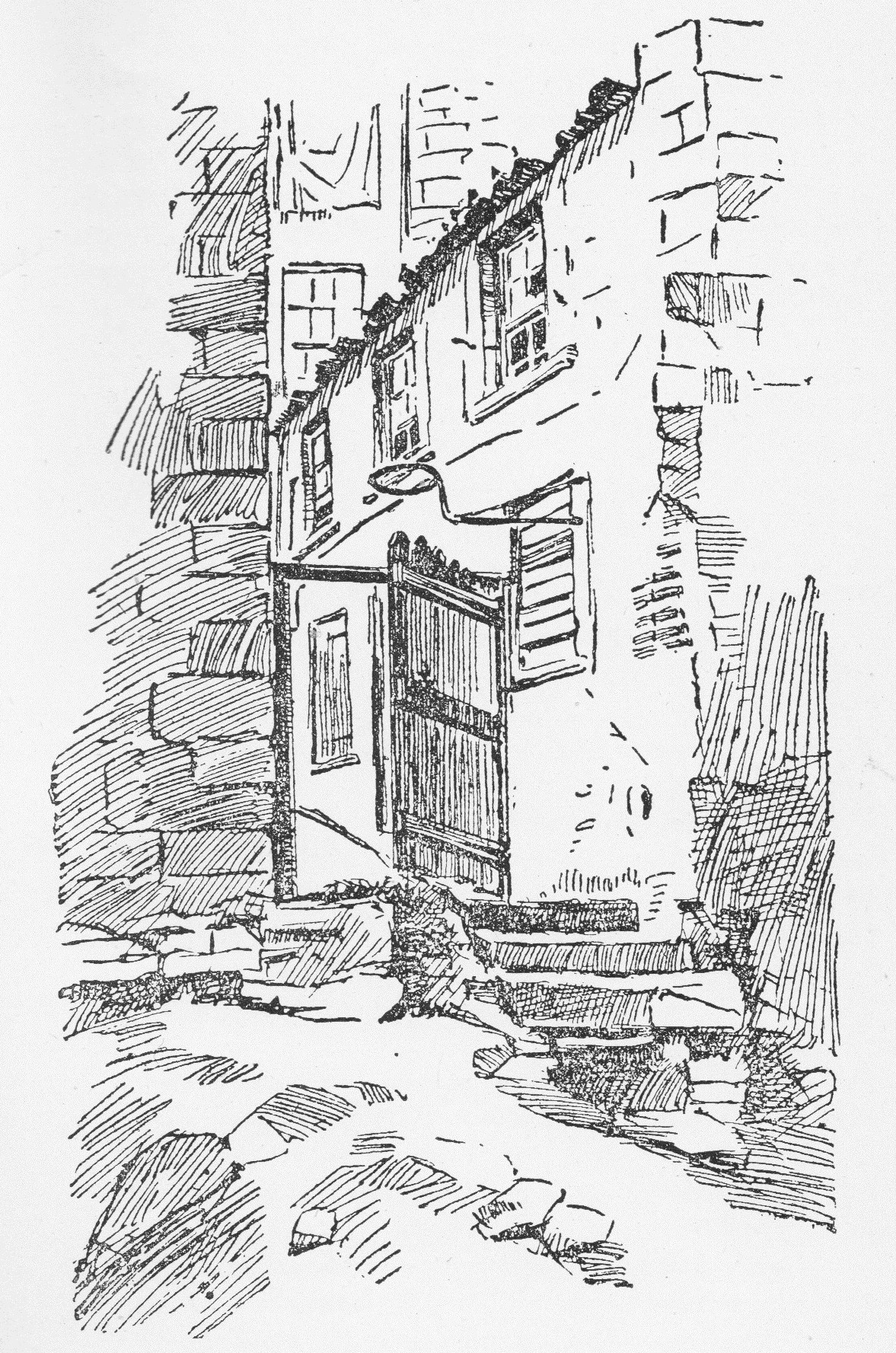
海尔家（谋杀发生地）

许多信息来源一致认为第一起谋杀发生在1828年1-2月，受害人不是住在海尔家，名为约瑟夫的磨坊主，就是盐贩阿比盖尔·辛普森。历史学家莉莎·罗斯娜认为约瑟夫更有可能是第一名受害者，被用枕头闷至窒息死亡，而后面的受害人是被手捂住鼻子和嘴谋害的。小说作家沃尔特·斯科特先生对这一案件十分感兴趣。他同样认为磨坊主约瑟夫更有可能是第一个受害人，并且强调“使他们达成一致谋害房客的还有另外一个动机”，约瑟夫当时发烧、精神昏迷，海尔和妻子担心这样一个有感染风险的房客可能对生意影响不好。于是海尔又找了伯克商量，给约瑟夫喝了威士忌，海尔将其闷死，而伯克压在其身体上半部分，防止乱动。他们再次把尸体带给了诺克斯，这次拿到了10英镑的回报。罗斯娜认为二人杀人的方式十分聪明，伯克的重量能阻止受害人动弹，也就无法发出声音，同时还防止胸腔扩大，以免任何空气漏出。在她看来，这种谋杀办法在有了现代法庭科学取证之前，是无法被检测出来的。
接下来的两起谋杀顺序仍旧不能确定。罗斯娜认为阿比盖尔·辛普森是第二个受害者，其后是一名来自英国柴郡的男房客。而贝利和爱德华认为凶手先谋害了男房客。这位男房客四处游走，售卖火柴和火绒，他住在海尔家期间患了黄疸。就像当时约瑟夫生病一样，海尔依然担心病客耽误生意，于是和伯克再次用相同的手段杀死了这名房客：海尔使其窒息，伯克压住受害人不让其动弹、发出声响。辛普森住在附近村庄,靠养老金生活，来爱丁堡是为了卖盐补贴己用。1828年2月12日，伯克供词里说的同一天，她被邀请住到了海尔家，海尔一家给她喝了足量的酒来保证她醉得无法回家。谋害了辛普森之后，伯克和海尔把尸体放在茶叶箱里，卖给了诺克斯。每具尸体为二人带来了10镑收入。伯克后来关于这次谋杀供认说“诺克斯博士同意那具尸体还是新的，但他什么也没问”。同年的二月还是三月，一个老妇人被玛格丽特·海尔邀请到了家中，灌了威士忌醉倒，等海尔下午回到家中，他拿褥套捂住酣睡的老妇人的嘴和鼻子后离开了房间。到天黑时，老妇人已经没了呼吸，于是伯克又过来一起把尸体带给诺克斯，又拿到10英镑。被伯克和海尔殺害的另一個受害者是愛丁堡街頭一位名為詹姆斯·威爾遜的18歲少年，他因腳部變形而跛行且患有精神疾病，在當地被稱為「傻瓜傑米」。當諾克斯和他的學生檢查兩人帶來的屍體時，他們中的幾個人認出了威爾遜，但諾克斯否認可能是學生認識的任何人。而當威爾遜失踪的消息開始在城鎮流傳時，諾克斯在解剖之前先行切除了頭部和腳部，意圖煙滅證據。四月初，伯克在愛丁堡的卡農蓋特地區遇到了兩位女性瑪麗·帕特森和珍妮特·布朗。他給這兩個女人買了威士忌，然後邀請她們吃早餐。喝完了威士忌，布朗因為心情不佳，留下了喝醉睡著的帕特森先行離開，但也導致了帕特森成為下手目標。帕特森的屍體同樣被裝在了茶叶箱里送到諾克斯手中，諾克斯的一名助手問他們是從哪裡得到屍體的，伯克謊稱他們是從一位老婦人那裡購買。因為是具還有溫度的新鮮屍體，諾克斯對此相當滿意，在解剖之前他甚至將屍體放在威士忌里泡了三個月。

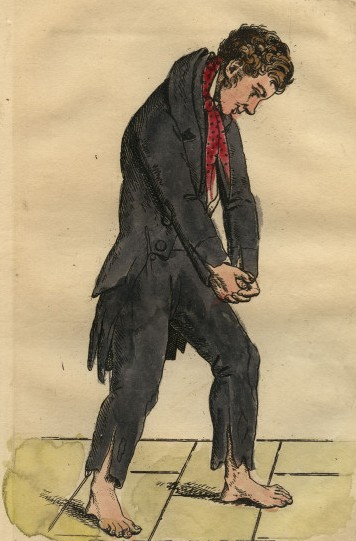
詹姆斯·威爾遜（傻瓜傑米）

伯克和海尔一共谋杀了16个人，伯克后来称，谋杀期间，他和海尔基本都处在醉酒状态，他每晚睡前一定要在床边放一瓶威士忌，点一支两分钱的蜡烛，点一整晚。半夜醒来时，他总是就着瓶子喝几口酒，有时候一喝半瓶，那会让他睡着。他还吸鸦片来麻痹自己的良心。

## 案件对立法的影响
在伯克和海尔谋杀案发生之前，英国哲学家杰里米·边沁就曾提出科研所需的尸体供应问题。1828年，谋杀案被发现的六个月前，英国议会特别委员会起草了一条法案“防止非法挖掘遗体”“规范解剖学院”。这份法案于1829年被英国议会上议院否决。伯克和海尔谋杀案引起了公众对于医学研究需要遗体的关注，同时也让大家意识到医生一直以来与盗墓者和杀人犯有勾当。东伦敦区发生的一起14岁小男孩谋杀案，嫌犯事后还试图将尸体贩卖给伦敦国王学院医学院。针对这些“伦敦伯克和海尔”展开了调查，他们原本是盗墓人，然后为了拿到尸体变成了谋杀犯。1831年12月，二人被施以绞刑。一项法案迅速出现在议院，并终于在9个月后获得了皇家同意，那就是后来的1832年解剖法案。这一法案允许济贫所48小时内没有人认领的尸体用于解剖研究。由此，解剖也不再是死刑惩戒的谋杀行为。   